# Костенко Федір Андрійович
Костенко Федір Андрійович (*1864, Краснопілля — †після 1930) — український культурний діяч, драматург, театральний актор, режисер.

## Біографія
З селянської родини. Освіту здобув у духовній семінарії.
З 1884 — актор у трупах Михайла Старицького, Марка Кропивницького та Панаса Саксаганського.
У 1904—1917 виступав як оперний співак і актор у театрах Харбіна, Харкова, Царицина, Новочеркаська та інших міст.
У післяреволюційний час — режисер аматорських колективів, з 1925 керував драматичним театром у Краснограді Харківської області.
Виступав як драматург: п'єси «Закохані» (1889), «Помилились» (1890), «Неприкосновенная личность» (1914), філософська драма «Больной колос» (1907), соціальна драма «Батраки» (1910), п'єса «Граф Вітте» (1929).
Твори входили до репертуару професійних театрів, аматорських труп.